# 塩越柚歩
塩越 柚歩（しおこし ゆずほ、1997年11月1日 - ）は、埼玉県川越市出身の女子サッカー選手。日テレ・東京ヴェルディベレーザ所属。サッカー日本女子代表。ポジションはミッドフィールダー。

## 来歴
幼稚園のとき、2つ年上の兄についてサッカースクールでボールを蹴り始める。

### ユース
小学校6年生の時に、当時の少年団のコーチに勧められ、浦和レッズレディースジュニアユースのセレクションに参加・加入する。
2014年3月、トップチームへ登録されたが、その年の出場機会は無かった。

### シニア
2016年1月、トップチームへの昇格が発表され、そのシーズンのリーグ戦・リーグカップ戦全試合に出場を果たした。
2016年から2021年まで株式会社エコ計画に勤務。火曜から金曜まで、8時30分から15時まで勤務して、その後練習に向かう生活を続ける。
2018年から2019年はケガにより出場機会を大きく減らす。
2021年1月、なでしこリーグ2020表彰式で初のベストイレブンに選出された。
2025年6月16日、日テレ・東京ヴェルディベレーザへの完全移籍加入が発表された。

### 代表
2016年11月にパプアニューギニアで行われたFIFA U-20女子ワールドカップに臨む日本代表に選出され、1試合に出場した。
2020年10月、なでしこジャパン候補トレーニングキャンプに初招集される。
2021年6月10日のウクライナ戦で代表デビューし、2ゴール1アシストの活躍を見せた。同年6月18日、2020年東京オリンピックの代表メンバーに選出された。
2023年、2022年アジア競技大会のメンバーに招集、キャプテンと背番号10を任され、本大会では4ゴールを挙げチームの優勝に貢献した。
2024年10月22日、上野真実のコンディション不良による離脱に伴い、26日の韓国との親善試合に挑むなでしこジャパンメンバーに3年ぶりに追加招集。前年のアジア大会はB代表扱いのため国際Aマッチには記録されず、なでしこジャパンの呼称はなかったため、2021年の東京オリンピック以来3年ぶりのA代表招集となった。韓国戦の後半に途中出場。

## 個人成績

### クラブ
| クラブ                       | シーズン | リーグ      | 背番号 | リーグ戦 | リーグ戦 | カップ戦 | カップ戦 | リーグ杯 | リーグ杯 | AFC  | AFC  | 合計 | 合計 |
| クラブ                       | シーズン | リーグ      | 背番号 | 出場     | 得点     | 出場     | 得点     | 出場     | 得点     | 出場 | 得点 | 出場 | 得点 |
| ---------------------------- | -------- | ----------- | ------ | -------- | -------- | -------- | -------- | -------- | -------- | ---- | ---- | ---- | ---- |
| 浦和レッズレディース・ユース | 2014     | （関東1部） | 9      |          | (4)      | 1        | 0        | —        | —        | —    | —    | 1    | 0    |
| 浦和レッズレディース・ユース | 2015     | （関東1部） | 9      |          | (5)      | 2        | 0        | —        | —        | —    | —    | 2    | 0    |
| 浦和レッズレディース・ユース | 通算     | 通算        | 通算   |          | (9)      | 3        | 0        | 0        | 0        | 0    | 0    | 3    | 0    |
| 浦和レッズレディース         | 2014     | なでしこ1部 | 33     | 0        | 0        | -        | -        | 0        | 0        | —    | —    | 0    | 0    |
| 浦和レッズレディース         | 2016     | なでしこ1部 | 19     | 18       | 1        | 2        | 0        | 9        | 0        | —    | —    | 29   | 1    |
| 浦和レッズレディース         | 2017     | なでしこ1部 | 19     | 14       | 0        | 1        | 0        | 10       | 1        | —    | —    | 25   | 1    |
| 浦和レッズレディース         | 2018     | なでしこ1部 | 19     | 4        | 0        | 0        | 0        | 4        | 0        | —    | —    | 8    | 0    |
| 浦和レッズレディース         | 2019     | なでしこ1部 | 19     | 5        | 0        | 5        | 1        | 0        | 0        | -    | -    | 10   | 1    |
| 浦和レッズレディース         | 2020     | なでしこ1部 | 19     | 18       | 3        | 4        | 1        | —        |          | —    | —    | 22   | 4    |
| 三菱重工浦和レッズレディース | 2021-22  | WE          | 19     | 17       | 4        | 4        | 0        | —        |          | —    | —    | 21   | 4    |
| 三菱重工浦和レッズレディース | 2022-23  | WE          | 19     | 19       | 3        | 2        | 0        | 4        | 1        | —    | —    | 25   | 4    |
| 三菱重工浦和レッズレディース | 2023-24  | WE          | 19     | 20       | 3        | 4        | 0        | 2        | 0        | 1    | 0    | 27   | 3    |
| 三菱重工浦和レッズレディース | 2024-25  | WE          | 19     | 19       | 3        | 2        | 1        | 1        | 0        | 4    | 4    | 26   | 8    |
| 三菱重工浦和レッズレディース | 通算     | 通算        | 通算   | 134      | 17       | 24       | 3        | 30       | 2        | 5    | 4    | 193  | 26   |
| 日テレ・東京ベレーザ         | 2025/26  | WE          | 19     |          |          |          |          |          |          |      |      |      |      |
| 通算                         | 日本     | 日本        | 1部    | 134      | 17       | 24       | 3        | 30       | 2        | 5    | 4    | 193  | 26   |
| 通算                         | 日本     | 日本        | その他 | 0        | 0        | 3        | 0        | 0        | 0        | 0    | 0    | 3    | 0    |
| 総通算                       | 総通算   | 総通算      | 総通算 | 134      | 17       | 27       | 3        | 30       | 2        | 5    | 4    | 196  | 26   |

1. ↑  2種登録選手
2. 1 2  2023 AFC女子クラブ選手権の成績
3. 1 2  AFC女子チャンピオンズリーグ2024/25の成績

- 日本女子サッカーリーグ
  - 初出場 - 2016年3月27日 なでしこ1部 第1節 vs日テレ・ベレーザ（味の素フィールド西が丘）[20]
  - 初得点 - 2016年9月11日 なでしこ1部 第12節 vsコノミヤ・スペランツァ大阪高槻（高槻市萩谷総合公園サッカー場）[20]

- WEリーグ
  - 初出場・初得点 - 2021年9月12日 第1節 vs日テレ・東京ヴェルディベレーザ（味の素フィールド西が丘）[21]

- AFC女子チャンピオンズリーグ
  - 初出場・初得点 - 2024年10月6日 AWCL2024/25 グループステージC 第1節  vsオリッサFC（英語版） (トンニャット・スタジアム)[22]

### 代表
- 2021年6月10日 - 日本代表初出場 -  ウクライナ戦（国際親善試合、エディオンスタジアム広島）
- 2021年6月10日 - 日本代表初得点 -  ウクライナ戦（国際親善試合、エディオンスタジアム広島）

#### 主な出場大会
- U-20日本女子代表
  - 2016年 - 2016 FIFA U-20女子ワールドカップ[23]
- 日本女子代表
  - 2021年 - 2020年東京オリンピック
  - 2023年 - 2022年アジア競技大会
  - 2025年 - EAFF E-1サッカー選手権2025

#### 試合数
| 日本代表 | 国際Aマッチ | 国際Aマッチ |
| 年       | 出場        | 得点        |
| -------- | ----------- | ----------- |
| 2021     | 5           | 2           |
| 2024     | 1           | 0           |
| 2025     | 2           | 0           |
| 通算     | 8           | 2           |

2025年7月16日現在

#### 出場
| 出場試合一覧 | 出場試合一覧   | 出場試合一覧 | 出場試合一覧                | 出場試合一覧   | 出場試合一覧 | 出場試合一覧       | 出場試合一覧                 | 出場試合一覧 |
| #            | 開催日         | 開催都市     | スタジアム                  | 対戦国         | 結果         | 監督               | 大会                         | 出典         |
| ------------ | -------------- | ------------ | --------------------------- | -------------- | ------------ | ------------------ | ---------------------------- | ------------ |
| 1.           | 2021年6月10日  | 広島         | エディオンスタジアム広島    | ウクライナ     | ○ 8-0        | 高倉麻子           | 国際親善試合                 | [ 24 ]       |
| 2.           | 2021年6月13日  | 宇都宮       | カンセキスタジアムとちぎ    | メキシコ       | ○ 5-1        | 高倉麻子           | MS&ADカップ2021              | [ 25 ]       |
| 3.           | 2021年7月14日  | 亀岡         | サンガスタジアム by KYOCERA | オーストラリア | ○ 1-0        | 高倉麻子           | MS&ADカップ2021              | [ 26 ]       |
| 4.           | 2021年7月21日  | 札幌         | 札幌ドーム                  | カナダ         | △ 1-1        | 高倉麻子           | 2020年東京オリンピック       | [ 27 ]       |
| 5.           | 2021年7月24日  | 札幌         | 札幌ドーム                  | イギリス       | ● 0-1        | 高倉麻子           | 2020年東京オリンピック       | [ 28 ]       |
| 6.           | 2024年10月26日 | 東京         | 国立競技場                  | 韓国           | ○ 4-0        | 佐々木則夫         | MIZUHO BLUE DREAM MATCH 2024 | [ 29 ]       |
| 7.           | 2025年7月13日  | 華城         | 華城総合運動場              | 韓国           | △ 1-1        | ニルス・ニールセン | EAFF E-1サッカー選手権2025   | [ 30 ]       |
| 8.           | 2025年7月16日  | 水原         | 水原ワールドカップ競技場    | 中華人民共和国 | △ 0-0        | ニルス・ニールセン | EAFF E-1サッカー選手権2025   | [ 31 ]       |

#### ゴール
| ゴール一覧 | ゴール一覧    | ゴール一覧 | ゴール一覧               | ゴール一覧 | ゴール一覧 | ゴール一覧 | ゴール一覧 | ゴール一覧   | ゴール一覧 |
| #          | 開催日        | 開催都市   | スタジアム               | 対戦国     | スコア     | 結果       | 監督       | 大会         | 出典       |
| ---------- | ------------- | ---------- | ------------------------ | ---------- | ---------- | ---------- | ---------- | ------------ | ---------- |
| 1.         | 2021年6月10日 | 広島       | エディオンスタジアム広島 | ウクライナ | 1–0        | ○ 8-0      | 高倉麻子   | 国際親善試合 | [ 32 ]     |
| 2.         | 2021年6月10日 | 広島       | エディオンスタジアム広島 | ウクライナ | 4–0        | ○ 8-0      | 高倉麻子   | 国際親善試合 | [ 32 ]     |

## タイトル

### クラブ
- 浦和レッズレディース / 三菱重工浦和レッズレディース
  - WEリーグ: 2回（2022-23、2023-24）
  - AFC女子クラブ選手権: 1回（2023）
  - WEリーグカップ：1回（2022-23）
  - 皇后杯 JFA 全日本女子サッカー選手権大会：2回（2021、2024)）
  - なでしこリーグ1部：2回（2014、2020）

### 代表
- 日本女子代表
  - アジア競技大会: 1回（2023年）

### 個人
- WEリーグ
  - ベストイレブン: 1回 (2023-24)
  - 優秀選手賞: 3回 (2021-22、2022-23、2023-24)
  - ベストゴール: 1回 (2021-22)

- なでしこリーグ
  - ベストイレブン: 1回 (2020)

- AFC女子チャンピオンズリーグ
  - 得点王: 1回 (2024-25[33])